# Reinhard Ketterer
 (signalé en mai 2025).
Si vous disposez d'ouvrages ou d'articles de référence ou si vous connaissez des sites web de qualité traitant du thème abordé ici, merci de compléter l'article en donnant les références utiles à sa vérifiabilité et en les liant à la section « Notes et références ».
- Archive Wikiwix
- Bing
- Cairn
- DuckDuckGo
- E. Universalis
- Gallica
- Google
- G. Books
- G. News
- G. Scholar
- Persée
- Qwant
- (zh) Baidu
- (ru) Yandex
- (wd) trouver des œuvres sur Wikidata

Reinhard Ketterer, né le 31 mai 1948 à Garmisch-Partenkirchen (Bavière), est un patineur artistique allemand. Il champion ouest-allemand en 1969.

## Biographie

### Carrière sportive
Reinhard Ketterer commence le patinage artistique au club de sa ville natale (SC Riessersee) en 1956. Son premier entraîneur est Sepp Schönmetzler senior, le père du  champion allemand Sepp Schönmetzler ; plus tard, il est entraîné par Erich Zeller. Il est champion d'Allemagne de l'Ouest en 1969.
Il représente son pays à deux championnats européens (1966 à Bratislava et 1969 à Garmisch-Partenkirchen) et deux mondiaux (1968 à Genève et 1969 à Colorado Springs). Il ne participe jamais aux Jeux olympiques d'hiver.
Il patine également quatre saisons dans la catégorie des couples artistiques, entre 1968 et 1972. Avec sa dernière partenaire, Gabriele Cieplik, ils patinent dans les compétitions seniors. Ensemble ils sont troisièmes des championnats allemands, et participent aux championnats européens de 1972 à Göteborg et aux mondiaux de 1972 à Calgary.
Il arrête sa carrière sportive après les mondiaux de 1972, à l'âge de 23 ans.

### Reconversion
Les années qui suivent la fin de sa carrière sportive, Reinhard Ketterer apparaît dans plus de 600 spectacles de patinage artistique.
Parallèlement, de 1972 à 1973, il étudie à l'université allemande du sport de Cologne pour devenir professeur de sport indépendant. De 1974 à 1978, il passe l'Abitur au "Gymnasium and Kolleg Sankt Matthias" à Wolfratshausen. De 1979 à 1984, il étudie l'enseignement, se spécialisant dans le sport et la langue allemande à l'université Louis-et-Maximilien de Munich. De 1985 à 1988, il étudie à distance à la Trainerakademie Köln.
Outre ses études, il est entraîneur principal au SC Riessersee de Garmisch-Partenkirchen de 1978 à 1992. De 1982 à 1991, il a également enseigné pour l'équipe nationale norvégienne et a été membre de l'équipe pédagogique pour la formation des entraîneurs norvégiens.
De 1992 à 2013, il préside la base sportive fédérale de patinage artistique de Berlin et est entraîneur principal pour la formation des entraîneurs de niveau C (classification allemande). En 1994, il est devient aussi membre de l'équipe pédagogique pour la formation des entraîneurs de l'union allemande de patinage ; il est également entraîneur de patineurs novices et juniors ainsi que de l'équipe nationale allemande. En 2010, il rejoint l'équipe pédagogique de la formation autrichienne des entraîneurs.
Depuis 2013, il est vice-président de la fédération des sports de glace de Berlin (Berliner Eissport-Verbandes e.V.). Il enseigne toujours en tant que formateur privé dans des cours et des séminaires de formation en Allemagne et en Autriche.
En 2007, il est membre du jury de l'émission télévisée Dancing on Ice sur la chaîne de télévision allemande RTL.
En 2015, il décroche un rôle dans le long métrage d'Alexandra Sell, "Die Anfängerin", avec Ulrike Krumbiegel et Annekathrin Bürger.
Le 30 juin 2018, Reinhard Ketterer est élu vice-président de l'union allemande de patinage.

### Famille
Reinhard Ketterer vit avec sa concubine de longue date dans le quartier berlinois de Lichterfelde, et dans sa Bavière natale.

## Palmarès
En couple artistique avec sa partenaire Gabriele Cieplik.
| Compétitions en individuel          | 1965 | 1966 | 1967 | 1968 | 1969 | 1970 | 1971 | 1972 |  |  |  |  |  |  |  |
| Jeux olympiques d'hiver             |      |      |      |      |      |      |      |      |  |  |  |  |  |  |  |
| Championnats du monde               |      |      |      | 17e  | 16e  |      |      |      |  |  |  |  |  |  |  |
| Championnats d’Europe               |      | 14e  |      |      | 12e  |      |      |      |  |  |  |  |  |  |  |
| Championnats d'Allemagne de l'Ouest | 5e   | 3e   | 4e   |      | 1er  | 2e   |      |      |  |  |  |  |  |  |  |
|                                     |      |      |      |      |      |      |      |      |  |  |  |  |  |  |  |
| Compétitions en couple              | 1965 | 1966 | 1967 | 1968 | 1969 | 1970 | 1971 | 1972 |  |  |  |  |  |  |  |
| Jeux olympiques d'hiver             |      |      |      |      |      |      |      |      |  |  |  |  |  |  |  |
| Championnats du monde               |      |      |      |      |      |      |      | 13e  |  |  |  |  |  |  |  |
| Championnats d’Europe               |      |      |      |      |      |      |      | 13e  |  |  |  |  |  |  |  |
| Championnats d'Allemagne de l'Ouest |      |      |      |      |      |      |      | 3e   |  |  |  |  |  |  |  |
|                                     |      |      |      |      |      |      |      |      |  |  |  |  |  |  |  |